# Ioánnis Státhis
Ioánnis Státhis (en grec : Ιωάννης Στάθης), né le 20 mai 1987 à Athènes, est un footballeur grec.
Il évolue habituellement comme défenseur.

## Carrière
Giannis Stathis joue successivement dans les équipes suivantes : Panathinaïkos, Panachaïkí et Apollon Kalamarias en prêts, PAS Giannina, Ilisiakos FC, Panthrakikos FC, OFI Crète et APO Levadiakos.